# 兩岸四地華文出版年會
兩岸四地華文出版年會（亦稱華文出版年會）是中國大陸、香港、臺灣與澳門的出版界相關人士舉辦的聯誼活動。每年舉辦一次，由中國出版協會、中華民國圖書出版事業協會、香港出版總會及澳門出版協會輪任主辦。

## 歷史
1994年3月30日在臺北市舉辦的兩岸圖書出版合作研討會上，時任中華民國圖書出版事業協會陳恩泉秘書長倡議成立「華文出版聯誼會」，獲得在場兩岸與會代表贊同。9月，兩岸三地出版界代表在北京市舉行座談會，一致認為今後可以「華文出版聯誼會議」形式，建立兩岸三地出版交流模式活動，同時簽署服〈大陸、台灣、香港出版座談會紀要〉。1995年5月第一屆華文出版聯誼會議在香港正式舉辦，2003年澳門加入。
2009年，第十四屆華文出版聯誼會議協議更名為「兩岸四地華文出版年會」，但第22、24、25屆名稱為「華文出版年會」。

## 屆次
| 華文出版聯誼會議     | 年份   | 日期     | 地點                                                        |
| -------------------- | ------ | -------- | ----------------------------------------------------------- |
| 第一屆               | 1995年 | 5月      | 英屬香港                                                    |
| 第二屆               | 1997年 | 8月      | 臺灣臺北市                                                  |
| 第三屆               | 1998年 | 8月      | 中國北京市                                                  |
| 第四屆               | 1999年 | 7月      | 中國香港                                                    |
| 第五屆               | 2000年 | 12月     | 臺灣臺北市                                                  |
| 第六屆               | 2001年 | 8月      | 中國陝西省西安市                                            |
| 第七屆               | 2002年 | 7月      | 中國香港                                                    |
| 第八屆               | 2003年 | 12月     | 中國澳門                                                    |
| 第九屆               | 2004年 | 10月     | 臺灣臺北市                                                  |
| 第十屆               | 2005年 | 8月      | 中國北京市                                                  |
| 第十一屆             | 2006年 | 7月      | 中國北京市                                                  |
| 第十二屆             | 2007年 | 7月      | 中國澳門                                                    |
| 第十三屆             | 2008年 | 9月      | 臺灣臺北市                                                  |
| 兩岸四地華文出版年會 | 年份   | 日期     | 地點                                                        |
| 第十四屆             | 2009年 | 9月      | 中國北京市                                                  |
| 第十五屆             | 2010年 | 7月22日  | 中國香港 香港會議展覽中心（香港書展活動之一）               |
| 第十六屆             | 2011年 | 12月7日  | 中國澳門 澳門博物館演講廳                                   |
| 第十七屆             | 2012年 | 11月23日 | 臺灣臺北市 臺北市立圖書館                                   |
| 第十八屆             | 2013年 | 10月26日 | 中國福建省廈門 君泰酒店中林廳（海峽兩岸圖書交易會活動之一） |
| 第十九屆             | 2014年 | 7月17日  | 中國香港                                                    |
| 第二十屆             | 2015年 | 12月2日  | 中國澳門 澳門大學                                           |
| 第二十一屆           | 2016年 | 8月12日  | 臺灣臺北市                                                  |
| 第二十二屆           | 2017年 | 10月13日 | 中國福建省廈門市                                            |
| 第二十三屆           | 2018年 | 10月31日 | 中國澳門                                                    |
| 第二十四屆           | 2019年 | 10月     | 臺灣臺北市                                                  |
| 第二十五屆           | 2020年 | 10月     | 線上舉辦                                                    |

## 備註
1. ↑  本屆名稱為「第二十二屆華文出版年會暨兩岸出版高峰論壇」
2. ↑  本屆雖由香港輪任，適逢兩岸出版交流30年，本屆由香港出版總會及澳門出版協會合辦
3. ↑  本屆名稱為「第二十四屆華文出版年會」
4. ↑  本屆名稱為「第二十五屆華文出版年會」，由中國輪值主辦，但因2019冠狀病毒病疫情關係改為線上舉辦